# Trichophoropsis sabroskyi
Trichophoropsis sabroskyi är en tvåvingeart som beskrevs av Cortes och Campos 1971. Trichophoropsis sabroskyi ingår i släktet Trichophoropsis och familjen parasitflugor. Inga underarter finns listade i Catalogue of Life.